# Acharya Yeshi Phuntsok
Acharya Yeshi Phuntsok tibétain : ཨ་ཅཱརྱ་ཡེ་ཤེས་ཕུན་ཚོགས, Wylie : a cAr+ya ye shes phun tshogs, né en 1962 à Leh au Ladakh en Inde, est un moine, militant et homme politique tibétain, député du  Parlement tibétain en exil. 

## Biographie

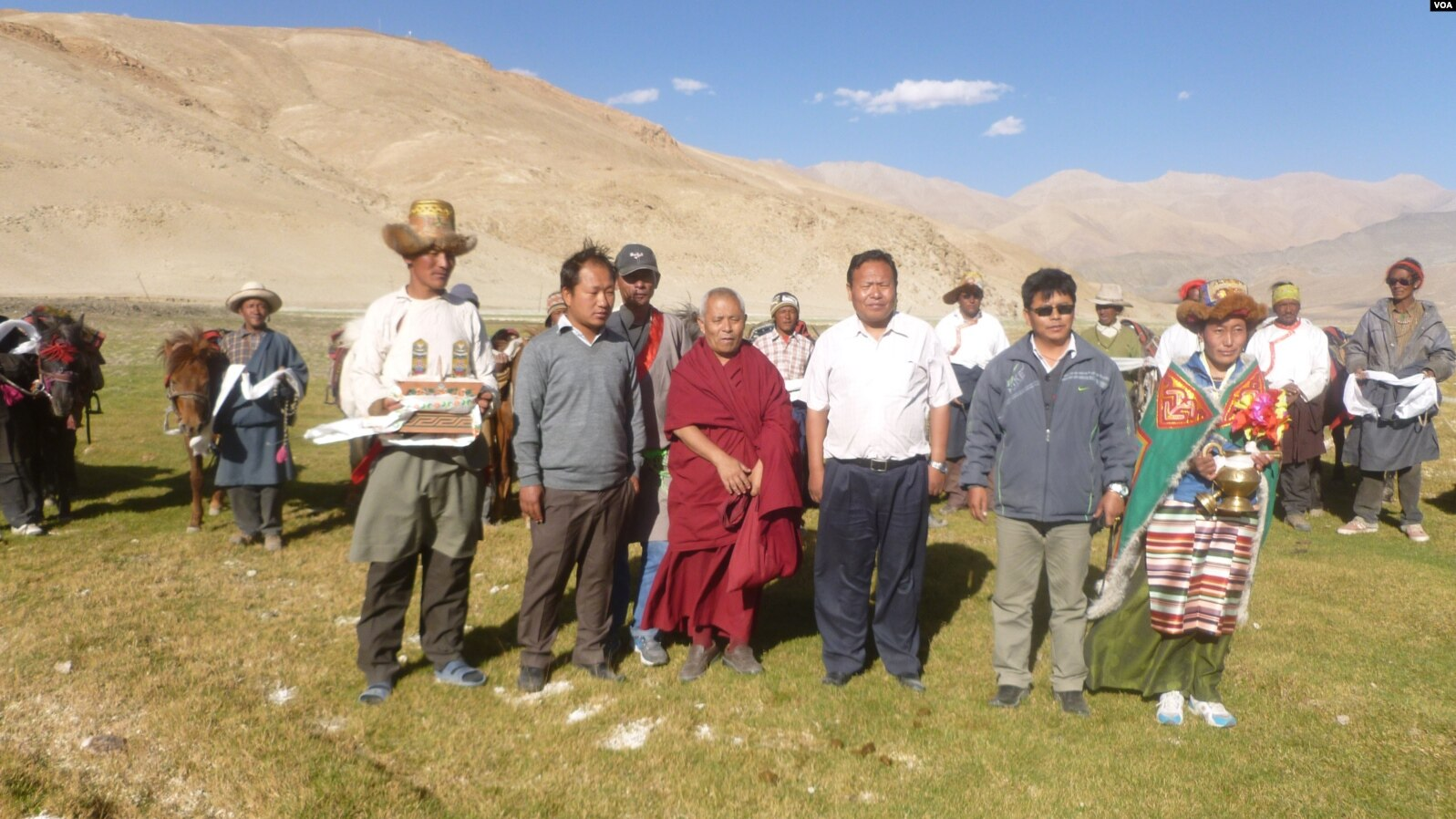
Acharya Yeshi Phuntsok, avec Sonam Gyaltsen rendant visite à des nomades de Jangthang à 300 km de Leh.

De 1983 à 1987, il a étudié à l'Institut central d'études supérieures (CIHTS) à Varanasi où il a obtenu son diplôme d'acharya  en 1988. 
En 1989, il a participé à l'organisation de la première réunion international des Groupes de Soutien au Tibet. Il a travaillé au CIHTS de 1989 à 1991. De 1992 à 1994, il a été administrateur universitaire et professeur de langue tibétaine à l'école TCV Suja. De 1994 à 2004 il était le secrétaire adjoint du Parti démocratique national du Tibet et en devint plus tard son président. En 1999, il a fondé le Bharat Tibet Sahyog Manch (BTSM) et a assisté à la session du Sous-Comité de Commission des droits de l'homme des Nations unies à Genève le 3 août 2000. De 1997 à 2004, il a participé à plusieurs conférences nationales et internationales. Il est le président de l'Association Ngari Chithue et il travaille avec le Centre de recherche parlementaire et de la politique tibétaine comme son agent de programmes exécutifs. 
En 2006 et 2011, il est élu à la 14e puis 15e Assemblée tibétaine du Parlement tibétain en exil où il représente la région tibétaine de l'Ü-Tsang. Il est réélu en 2016 à la 16e Assemblée, dont il est élu vice-président.
Acharya Yeshi Phuntsok a annoncé publiquement sa candidature à l'Élection du Premier ministre tibétain de 2021.